# Estación Faro
Faro es una ex estación ferroviaria, ubicada en el Partido de Coronel Dorrego, en la Provincia de Buenos Aires, Argentina.

## Servicios
Es una pequeña estación del ramal perteneciente al Ferrocarril General Roca, desde la estación Coronel Dorrego hasta la estación Defferrari.
No presta servicios de pasajeros. Sus servicios fueron cancelados en 1961.
Si bien está protegida por los vecinos, la estación sufrió desmanes progesivos: se sustrajo la campana de la estación, el telégrafo y hasta pisos y aberturas. Actualmente, se sigue emplenado como lugar de actos.